# 碳酸二烯丙酯
碳酸二烯丙酯是一种有机化合物，化学式为C7H10O3。它可由辻-特罗斯特反应得到，其商业化生产可追溯至1982年德山公司使用碳酸钠的反应。

## 合成

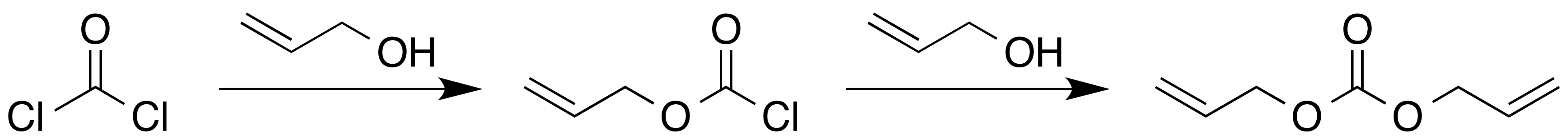
光气法制备碳酸二烯丙酯

碳酸二烯丙酯可由烯丙基溴和碳酸氢钾在四丁基溴化𬭸催化下于NMP中反应得到，或由烯丙基氯和碳酸钠在抗坏血酸和氯化亚铜催化下于DMSO水溶液中反应制得。
合成碳酸二烯丙酯的另一种方法是使用尿素和烯丙醇反应：

## 反应
在DMOF-1-Irdcppy或BMOF-1-Irdcppy的催化下，它在氘代氯仿中可以对吲哚、4-苯基哌啶、二正己胺等胺类烯丙基化，得到相应的N-烯丙胺。